# Рабаданов, Мурад Камалудинович
Мурад Камалудинович Рабаданов (4 мая 1998, Кизляр, Дагестан, Россия) — российский боксёр, призёр чемпионата России. Мастер спорта России.

## Спортивная карьера
В июне 2012 года в Анапе на первенстве России по боксу среди юношей 1998-1999 годов рождения стал серебряным призёром. В апреле 2016 года в Каспийске стал чемпионом Дагестана среди юниоров 1998-1999 года рождения. В марте 2018 года в селе Буглен Буйнакского района стал победителем первенства Дагестана среди молодежи 1996-1999 годов рождения. В мае 2019 года стал бронзовым призёром «Кубок губернатора» в Санкт-Петербурге. В сентябре 2021 года в Кемерово стал серебряным призёром чемпионата России, уступив в финале Джамбулату Бижамову.

## Достижения
- Чемпионат России по боксу 2021 — ;